# Saint-Sardos (Lot-et-Garonne)
Pour les articles homonymes, voir Saint-Sardos.
Saint-Sardos [sɛ̃ saʁdɔs] est une commune française, située dans le département de Lot-et-Garonne (région Nouvelle-Aquitaine).

## Géographie

### Localisation
Le village se trouve sur une terrasse à l'écart du Lot. 

### Communes limitrophes
Les communes limitrophes sont  Granges-sur-Lot, Lacépède, Lafitte-sur-Lot et Montpezat.
|                 | Granges-sur-Lot |           |
| Lafitte-sur-Lot | Saint-Sardos    | Montpezat |
|                 | Lacépède        |           |

### Hydrographie
La commune est drainée par plusieurs ruisseaux, dont le Tort, un affluent du Lot, et donc un sous-affluent du fleuve Garonne.
Le lac de Saint-Sardos s'étend sur 14,9 ha à cheval sur Saint-Sardos et Lafitte-sur-Lot. Il est apprécié des pécheurs

### Climat
Pour des articles plus généraux, voir Climat de la Nouvelle-Aquitaine et Climat de Lot-et-Garonne.
Historiquement, la commune est exposée à un climat océanique aquitain.  
En 2020, Météo-France publie une typologie des climats de la France métropolitaine dans laquelle la commune est exposée à un climat océanique altéré et est dans la région climatique Aquitaine, Gascogne, caractérisée par une pluviométrie abondante au printemps, modérée en automne, un faible ensoleillement au printemps, un été chaud (19,5 °C), des vents faibles, des brouillards fréquents en automne et en hiver et des orages fréquents en été (15 à 20 jours).
Pour la période 1971-2000, la température annuelle moyenne est de 12,9 °C, avec une amplitude thermique annuelle de 15,6 °C. Le cumul annuel moyen de précipitations est de 792 mm, avec 10,2 jours de précipitations en janvier et 6,6 jours en juillet. Pour la période 1991-2020, la température moyenne annuelle observée sur la station météorologique la plus proche, située sur la commune de Prayssas à 6,4 km à vol d'oiseau, est de 13,9 °C et le cumul annuel moyen de précipitations est de 815,5 mm,. Pour l'avenir, les paramètres climatiques de la commune estimés pour 2050 selon différents scénarios d’émission de gaz à effet de serre sont consultables sur un site dédié publié par Météo-France en novembre 2022.

### Milieux naturels et biodiversité
La commune est concernée par plusieurs zones naturelle d'intérêt écologique, faunistique et floristique (ZNIEFF).

Carte des ZNIEFF de la commune
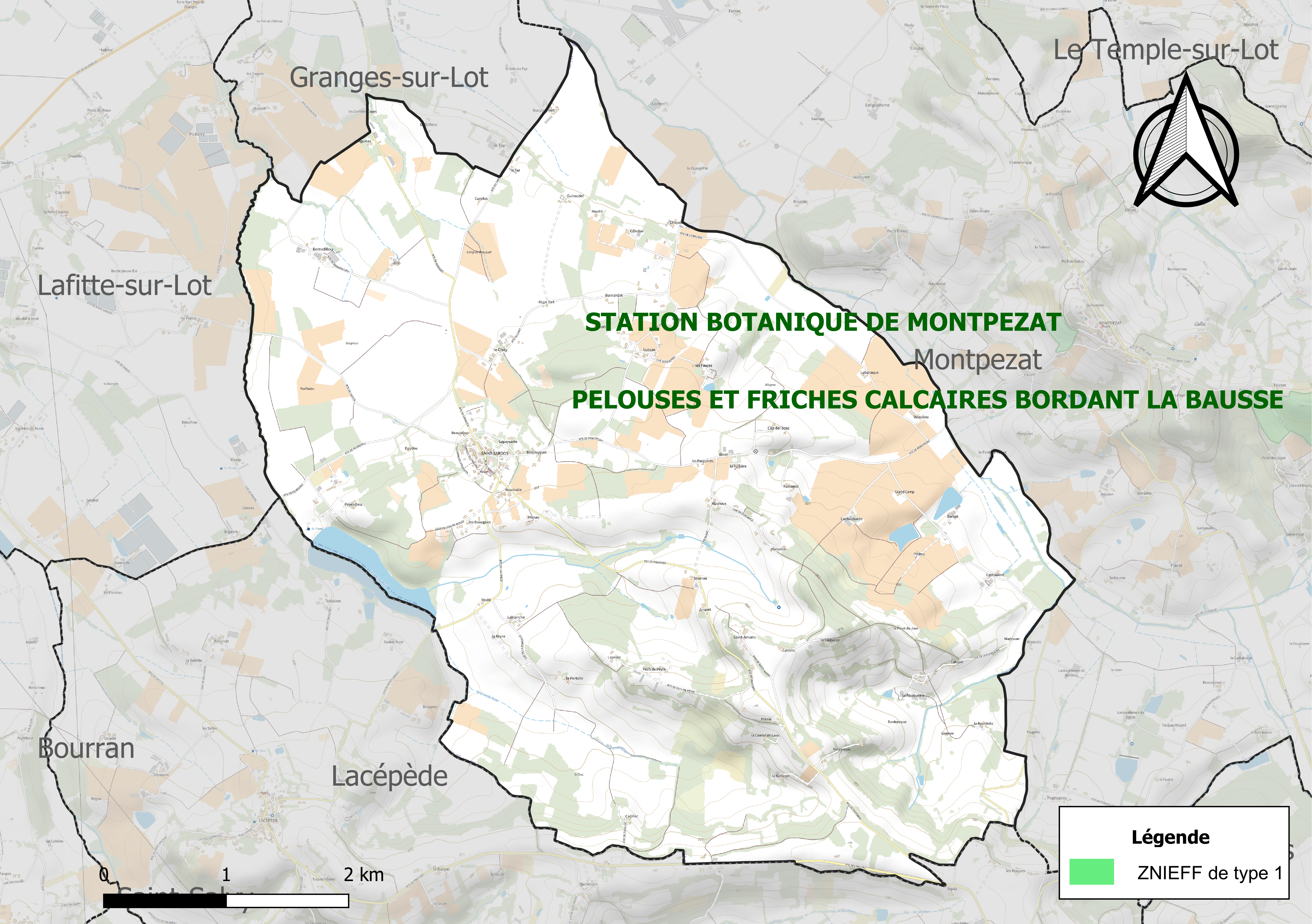
ZNIEFF de type 1
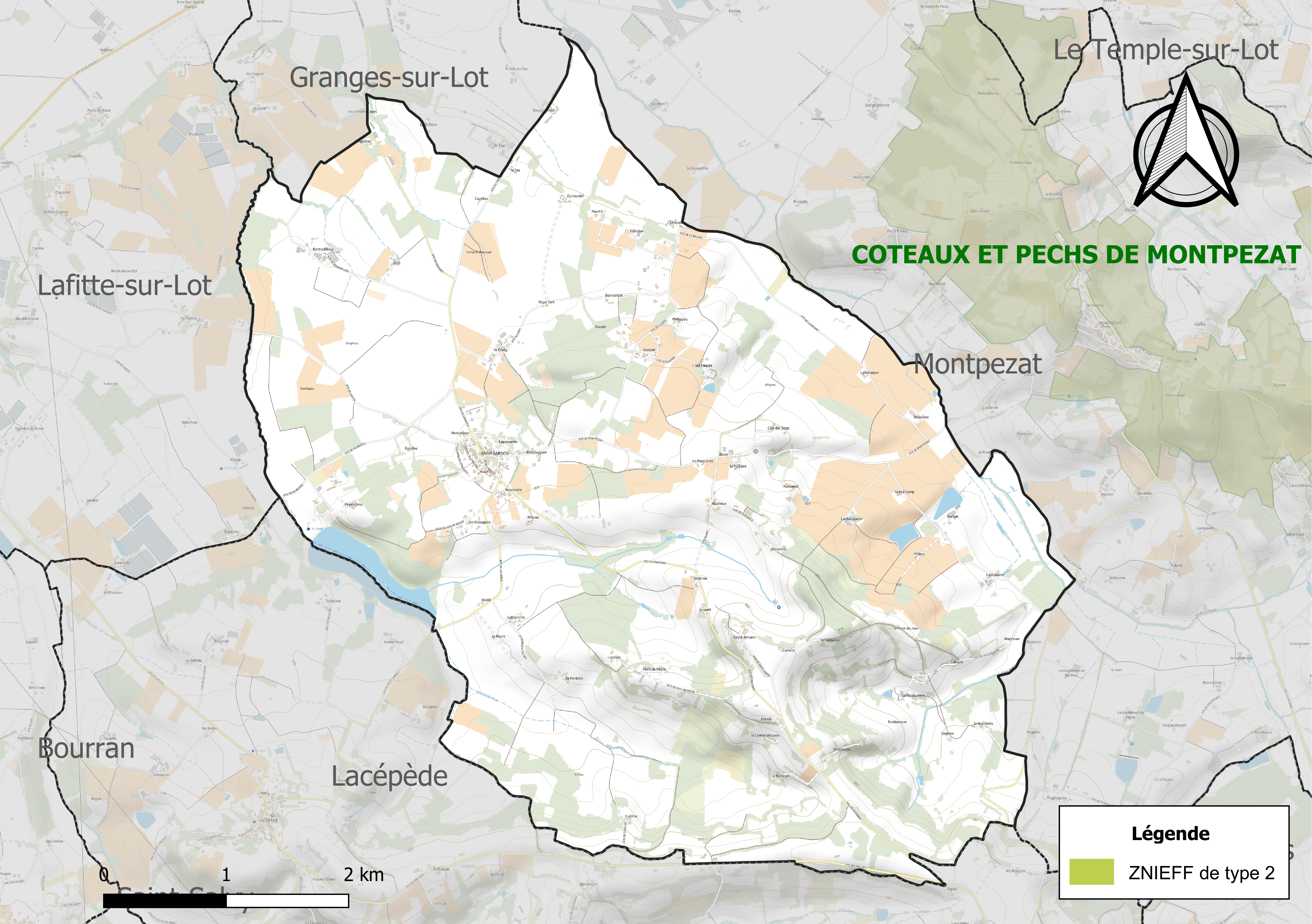
ZNIEFF de type 2

## Urbanisme

### Typologie
Au 1er janvier 2024, Saint-Sardos est catégorisée commune rurale à habitat très dispersé, selon la nouvelle grille communale de densité à sept niveaux définie par l'Insee en 2022.
Elle est située hors unité urbaine et hors attraction des villes,.

### Occupation des sols

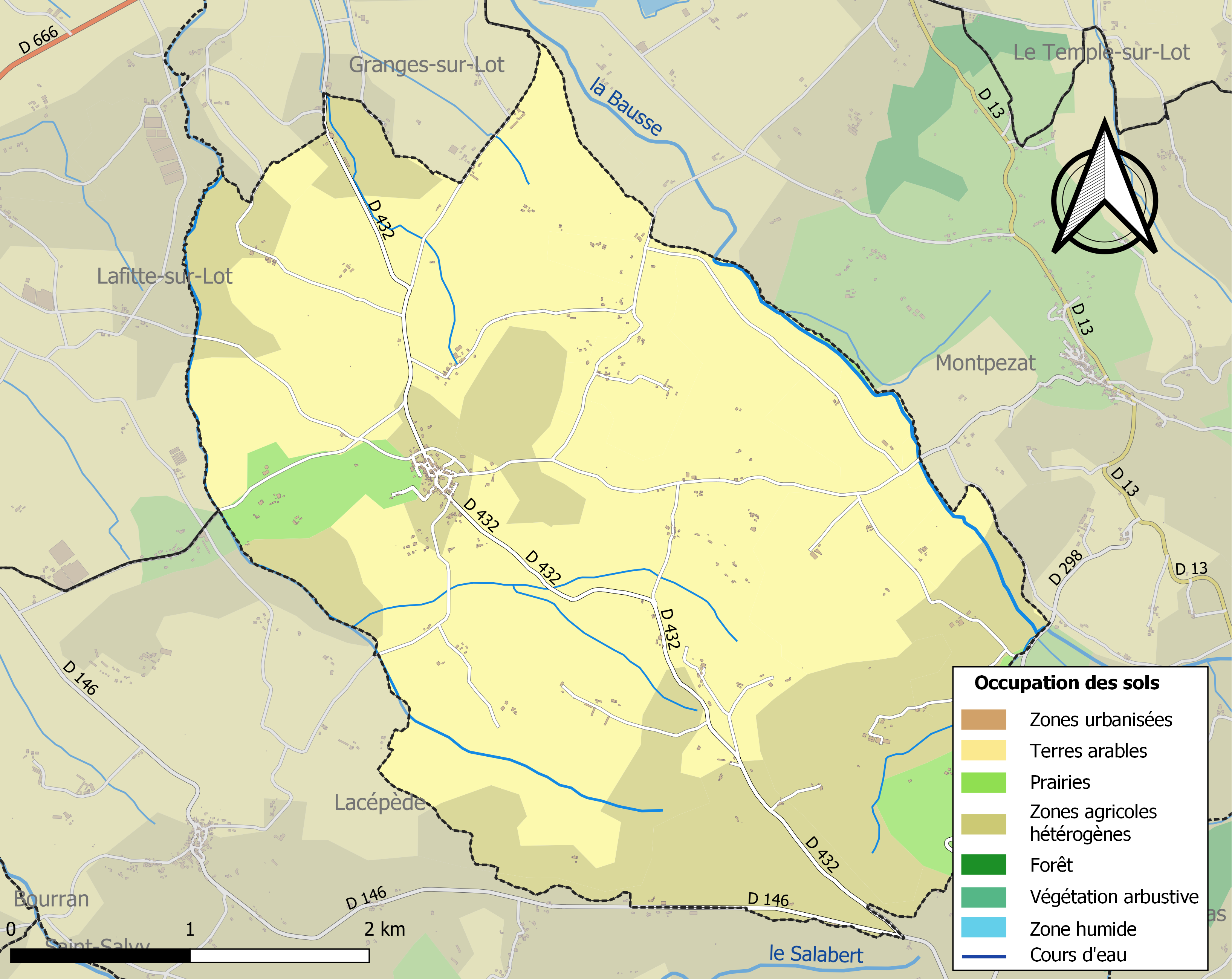
Carte des infrastructures et de l'occupation des sols de la commune en 2018 (CLC).

L'occupation des sols de la commune, telle qu'elle ressort de la base de données européenne d’occupation biophysique des sols Corine Land Cover (CLC), est marquée par l'importance des territoires agricoles (100 % en 2018), une proportion identique à celle de 1990 (100 %). La répartition détaillée en 2018 est la suivante : 
terres arables (52,3 %), zones agricoles hétérogènes (29,8 %), cultures permanentes (12,6 %), prairies (5,3 %). L'évolution de l’occupation des sols de la commune et de ses infrastructures peut être observée sur les différentes représentations cartographiques du territoire : la carte de Cassini (XVIIIe siècle), la carte d'état-major (1820-1866) et les cartes ou photos aériennes de l'IGN pour la période actuelle (1950 à aujourd'hui).

### Habitat et logement
En 2020, le nombre total de logements dans la commune était de 181, alors qu'il était de 167 en 2015 et de 177 en 2010.
Parmi ces logements, 69,8 % étaient des résidences principales, 13,7 % des résidences secondaires et 16,5 % des logements vacants. Ces logements étaient pour 98,9 % d'entre eux des maisons individuelles et pour 0,6 % des appartements.
Le tableau ci-dessous présente la typologie des logements à Saint-Sardos en 2020 en comparaison avec celle de Lot-et-Garonne et de la France entière. Une caractéristique marquante du parc de logements est ainsi une proportion de résidences secondaires et logements occasionnels (13,7 %) supérieure à celle du département (6,3 %) et à celle de la France entière (9,7 %). Concernant le statut d'occupation de ces logements, 88,6 % des habitants de la commune sont propriétaires de leur logement (85,1 % en 2015), contre 64,7 % pour le Lot-et-Garonne et 57,5 pour la France entière.
| Typologie                                               | Saint-Sardos | Lot-et-Garonne | France entière |
| ------------------------------------------------------- | ------------ | -------------- | -------------- |
| Résidences principales (en %)                           | 69,8         | 81,9           | 82,1           |
| Résidences secondaires et logements occasionnels (en %) | 13,7         | 6,3            | 9,7            |
| Logements vacants (en %)                                | 16,5         | 11,7           | 8,2            |

### Risques naturels et technologiques
Le territoire de la commune de Saint-Sardos est vulnérable à différents aléas naturels : météorologiques (tempête, orage, neige, grand froid, canicule ou sécheresse), mouvements de terrains et séisme (sismicité très faible). Il est également exposé à un risque technologique, la rupture d'un barrage. Un site publié par le BRGM permet d'évaluer simplement et rapidement les risques d'un bien localisé soit par son adresse soit par le numéro de sa parcelle.

#### Risques naturels
Les mouvements de terrains susceptibles de se produire sur la commune sont des tassements différentiels.

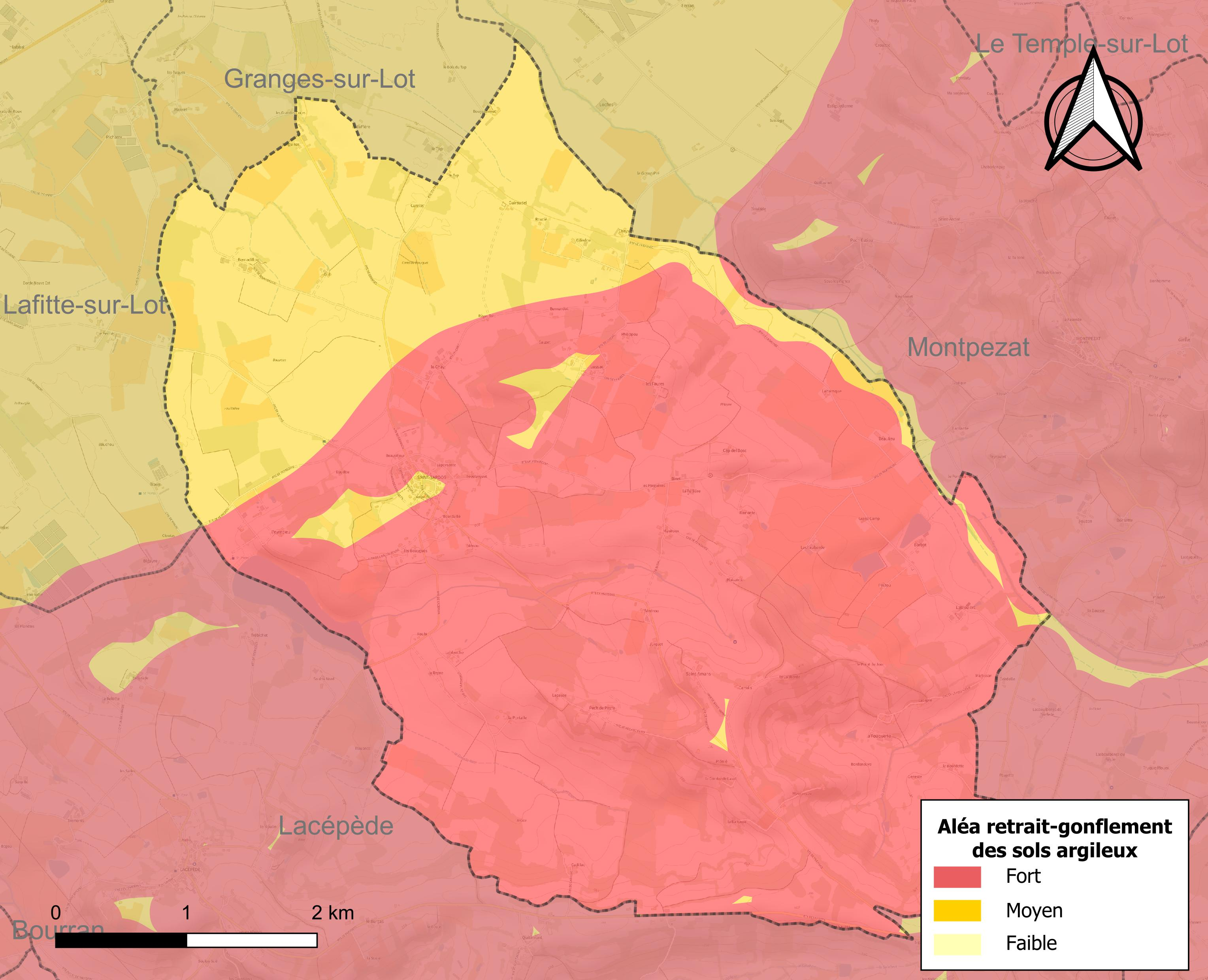
Carte des zones d'aléa retrait-gonflement des sols argileux de Saint-Sardos.

Le retrait-gonflement des sols argileux est susceptible d'engendrer des dommages importants aux bâtiments en cas d’alternance de périodes de sécheresse et de pluie. La totalité de la commune est en aléa moyen ou fort (91,8 % au niveau départemental et 48,5 % au niveau national). Depuis le 1er octobre 2020, en application de la loi ELAN, différentes contraintes s'imposent aux vendeurs, maîtres d'ouvrages ou constructeurs de biens situés dans une zone classée en aléa moyen ou fort,.
La commune a été reconnue en état de catastrophe naturelle au titre des dommages causés par les inondations et coulées de boue survenues en 1982, 1993, 1999, 2003, 2008 et 2009, par la sécheresse en 2005, 2008 et 2009 et par des mouvements de terrain en 1999.

#### Risque technologique
La commune est en outre située en aval des barrages de Grandval dans le Cantal et de Sarrans en Aveyron, des ouvrages de classe A. À ce titre elle est susceptible d’être touchée par l’onde de submersion consécutive à la rupture de cet ouvrage.

## Histoire

### Moyen Âge
Un prieuré dépendant de l’abbaye de Sarlat est fondé en 1153, sur la paroisse de l’ancienne église matrice située au lieu appelé l’Église Rouge, disparue avant 1668.
Saint-Sardos est mentionné comme castrum vers 1280. À la suite du contrat de paréage conclu en 1289 entre l'abbé de Sarlat et Philippe le Bel, la fondation de la bastide, encouragée par le roi de France Charles IV est établie en 1318 sur un territoire contrôlé par Édouard II d'Angleterre. Charles IV accorde le statut de bastide à Saint-Sardos et y envoie un sergent pour planter un poteau aux armes du roi de France. Ce statut permet une installation libre des immigrants ce qui inquiète la noblesse locale. Ceux-ci, avec à leur tête Raymond Bernard seigneur de Montpezat, décident de brûler la bastide le 16 octobre 1323 et pendent le représentant de Charles IV au poteau du roi. Ce qui est saisi est transporté au château de Montpezat. C'est le prétexte au déclenchement de la guerre de Saint-Sardos. Charles IV pense que c'est le sénéchal de Guyenne, Ralph Basset de Drayton, représentant d’Édouard II qui est à l'origine de cette attaque. Cette animosité franco-anglaise en Aquitaine est une cause profonde de la guerre de Cent Ans. En juillet 1324, le roi de France Charles IV n'ayant pas obtenu du roi d'Angleterre les satisfactions qu'il demandait, met une armée de 7 000 hommes en campagne commandée par Charles de Valois en juillet 1324,. Sans possibilité de résistance, le sénéchal de Guyenne doit se rendre à La Réole, le 22 septembre 1324. Une trêve est conclue en 1325.
Des négociations s'ouvrent alors entre le roi de France et le roi d'Angleterre à l'initiative d'Isabelle de France qui aboutissent au traité du 31 mai 1325. Édouard II cède à Charles IV tout ce qu'il a gagné au cours de la guerre de Saint-Sardos et doit prêter l'hommage lige au roi de France pour le reste du duché d'Aquitaine en septembre 1325. Mais Édouard II meurt en 1327 et Charles IV en 1328, remplacés par Édouard III et Philippe VI. 
Après que le roi d’Angleterre ait retrouvé ses prérogatives sur la Guyenne, la ville neuve de Saint-Sardos, reçoit la confirmation de ses privilèges en 1328.
La bastide est établie sur une plate-forme grossièrement circulaire dont l’église occupe le centre, entourée de fossés encore partiellement visibles. À l’intérieur, le cadastre napoléonien montre que l’habitat villageois forme une 1re auréole autour de l’église, prolongée vers le nord-ouest autour d’une place ; deux rues longitudinales orientées nord-ouest / sud-est paraissent commander le parcellaire de la seconde auréole dont les lanières s’étendent jusqu'aux fossés.
Les destructions de la guerre de Cent Ans (d'après G. Tholin, la bastide de Saint-Sardos est considérée comme non-valeur dans des comptes de 1363 à 1367) ont contrarié durablement le développement de l’agglomération, la plupart des parcelles de la seconde auréole étant encore de nos jours occupées par des jardins. Excepté quelques maisons en pans de bois des XVIe et XVIIe siècles, la plupart du bâti date des XVIIIe et XIXe siècles.

### Époque contemporaine

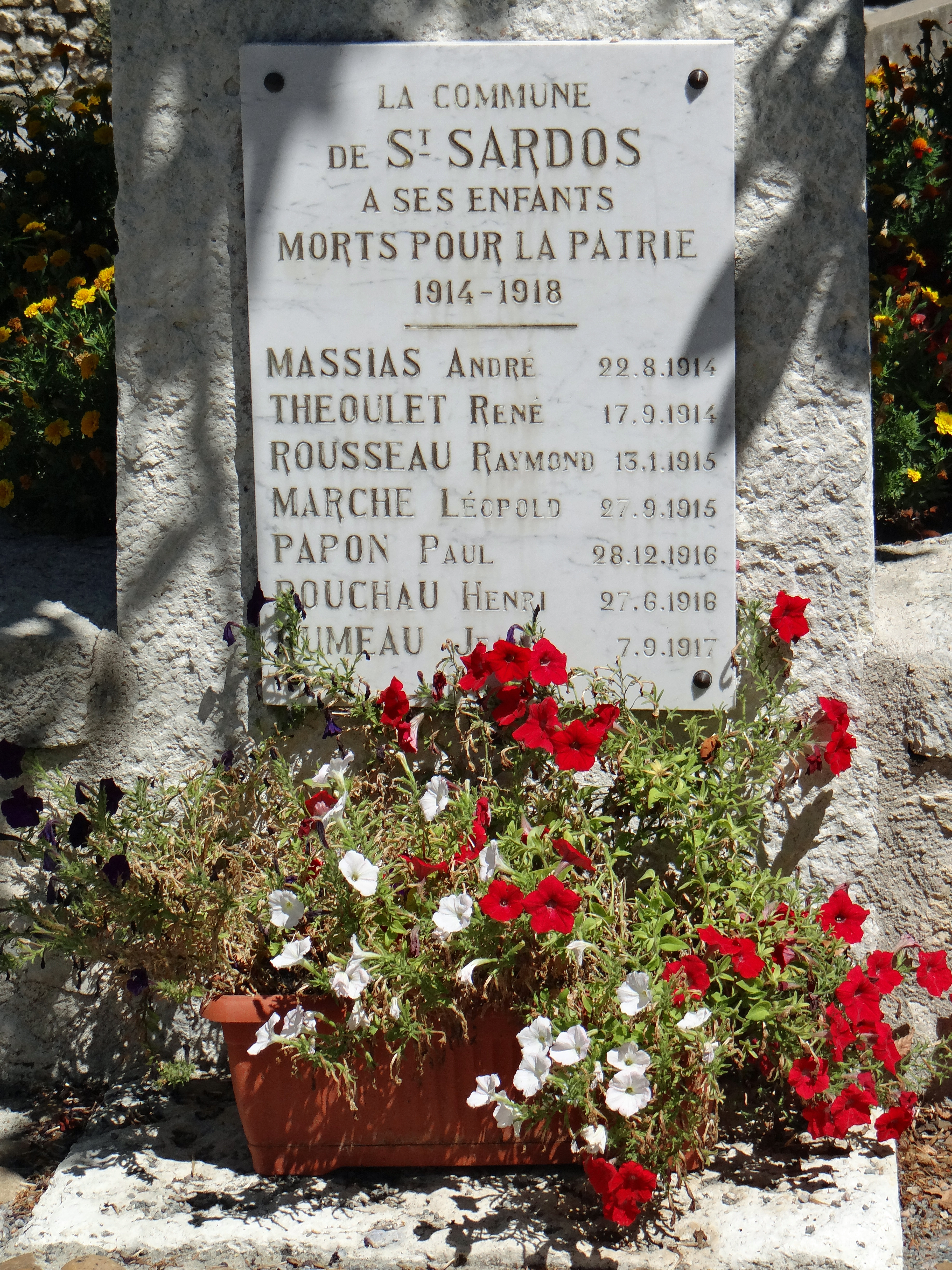
Le monument aux morts.

La commune, instituée par la Révolution française, absorbe en 1841 celle de Saint-Amant.
La fusion de quatre communes, dont Saint-Sardos, au sein d'une commune nouvelle a été envisagée puis abandonnée en 2016 à la suite du refus de l'une d'elles. Selon le maire de Saint-Sardos, « c’était le moyen de faire face à la baisse des dotations, à la complexité des lois et règlements qui sont imposés et changent sans cesse, en mutualisant les moyens humains et les compétences ».

## Politique et administration

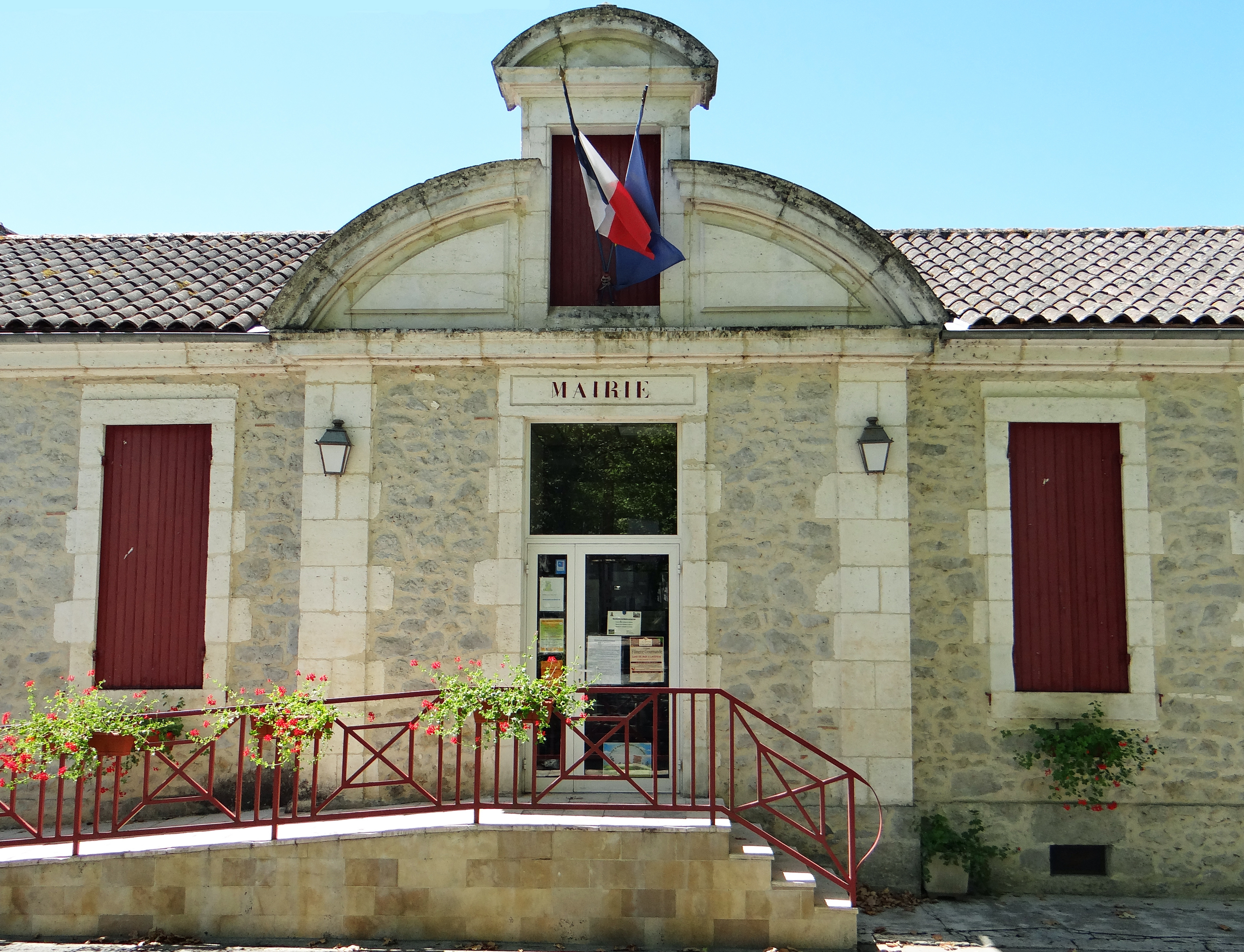
L'entrée de la mairie.

### Rattachements administratifs et électoraux

#### Rattachements administratifs
La commune se trouve  dans l'arrondissement d'Agen du département du Lot-et-Garonne.
Elle faisait partie depuis 1801 du canton de Prayssas. Dans le cadre du redécoupage cantonal de 2014 en France, cette circonscription administrative territoriale a disparu, et le canton n'est plus qu'une circonscription électorale.

#### Rattachements électoraux
Pour les élections départementales, la commune fait partie depuis 2014 du canton du Confluent
Pour l'élection des députés, elle fait partie de la troisième circonscription de Lot-et-Garonne.

### Intercommunalité
Saint-Sardos  était membre de la petite communauté de communes du canton de Prayssas, un établissement public de coopération intercommunale (EPCI) à fiscalité propre créé en 1997 et auquel la commune avait transféré un certain nombre de ses compétences, dans les conditions déterminées par le code général des collectivités territoriales.
Dans le cadre des dispositions de la loi portant nouvelle organisation territoriale de la République du 7 août 2015, qui prévoit que les établissements publics de coopération intercommunale (EPCI) à fiscalité propre doivent avoir un minimum de 15 000 habitants, cette intercommunalité a fusionné avec sa voisine pour former, le 1er janvier 2017, la communauté de communes du Confluent et des Coteaux de Prayssas, dont est désormais membre la commune.

### Liste des maires
| Période                                  | Période                      | Identité            | Étiquette | Qualité                                                                                |
| ---------------------------------------- | ---------------------------- | ------------------- | --------- | -------------------------------------------------------------------------------------- |
| Les données manquantes sont à compléter. |                              |                     |           |                                                                                        |
| 1964                                     | 1992                         | Alexandre Claverie  |           |                                                                                        |
| janvier 1992                             | mai 2020                     | M. Claude Ressegat  |           | Agriculteur                                                                            |
| mai 2020                                 | 2023                         | Xavier Mas          |           | Fraisiculteur et pruniculteur Président national de la Fraise de France Démissionnaire |
| août 2023                                | En cours (au 6 février 2024) | Marie-Thérèse Mérot |           | Ancienne secrétaire commerciale                                                        |

## Équipements et services publics

### Eau et déchets
La commune s'est dotée d'un réseau d'assainissement collectif en 2014.

### Enseignement
Les enfants de la commune sont scolarisés avec ceux de Montpezat dans le cadre d'un regroupement pédagogique intercommunal.

### Postes et télécommunications
Une antenne de téléphonie mobile est installée dans la commune en 2023.

## Population et société

### Démographie
L'évolution du nombre d'habitants est connue à travers les recensements de la population effectués dans la commune depuis 1793. Pour les communes de moins de 10 000 habitants, une enquête de recensement portant sur toute la population est réalisée tous les cinq ans, les populations de référence des années intermédiaires étant quant à elles estimées par interpolation ou extrapolation. Pour la commune, le premier recensement exhaustif entrant dans le cadre du nouveau dispositif a été réalisé en 2007.

En 2022, la commune comptait 292 habitants, en évolution de −0,34 % par rapport à 2016 (Lot-et-Garonne : −0,18 %, France hors Mayotte : +2,11 %).
| 1793 | 1800 | 1806 | 1821 | 1831 | 1836 | 1841 | 1846 | 1851 |
| ---- | ---- | ---- | ---- | ---- | ---- | ---- | ---- | ---- |
| 464  | 482  | 532  | 431  | 524  | 612  | 930  | 902  | 854  |

| 1856 | 1861 | 1866 | 1872 | 1876 | 1881 | 1886 | 1891 | 1896 |
| ---- | ---- | ---- | ---- | ---- | ---- | ---- | ---- | ---- |
| 865  | 739  | 694  | 619  | 604  | 619  | 586  | 559  | 558  |

| 1901 | 1906 | 1911 | 1921 | 1926 | 1931 | 1936 | 1946 | 1954 |
| ---- | ---- | ---- | ---- | ---- | ---- | ---- | ---- | ---- |
| 477  | 473  | 438  | 397  | 447  | 477  | 465  | 377  | 398  |

| 1962 | 1968 | 1975 | 1982 | 1990 | 1999 | 2006 | 2007 | 2012 |
| ---- | ---- | ---- | ---- | ---- | ---- | ---- | ---- | ---- |
| 347  | 326  | 254  | 263  | 260  | 243  | 323  | 333  | 303  |

| 2017 | 2022 | - | - | - | - | - | - | - |
| ---- | ---- | - | - | - | - | - | - | - |
| 295  | 292  | - | - | - | - | - | - | - |

### Manifestations culturelles et festivités
La saison théâtrale de la troupe Lous Blagayrès du comité des fêtes, dont la 44e édition a eu lieu en mars 2023

### Vie associative
- Association culturelle Au Plaisir de Lire ;
- Troupe de théâtre Lous Blagayrès.

## Culture locale et patrimoine

### Lieux et monuments

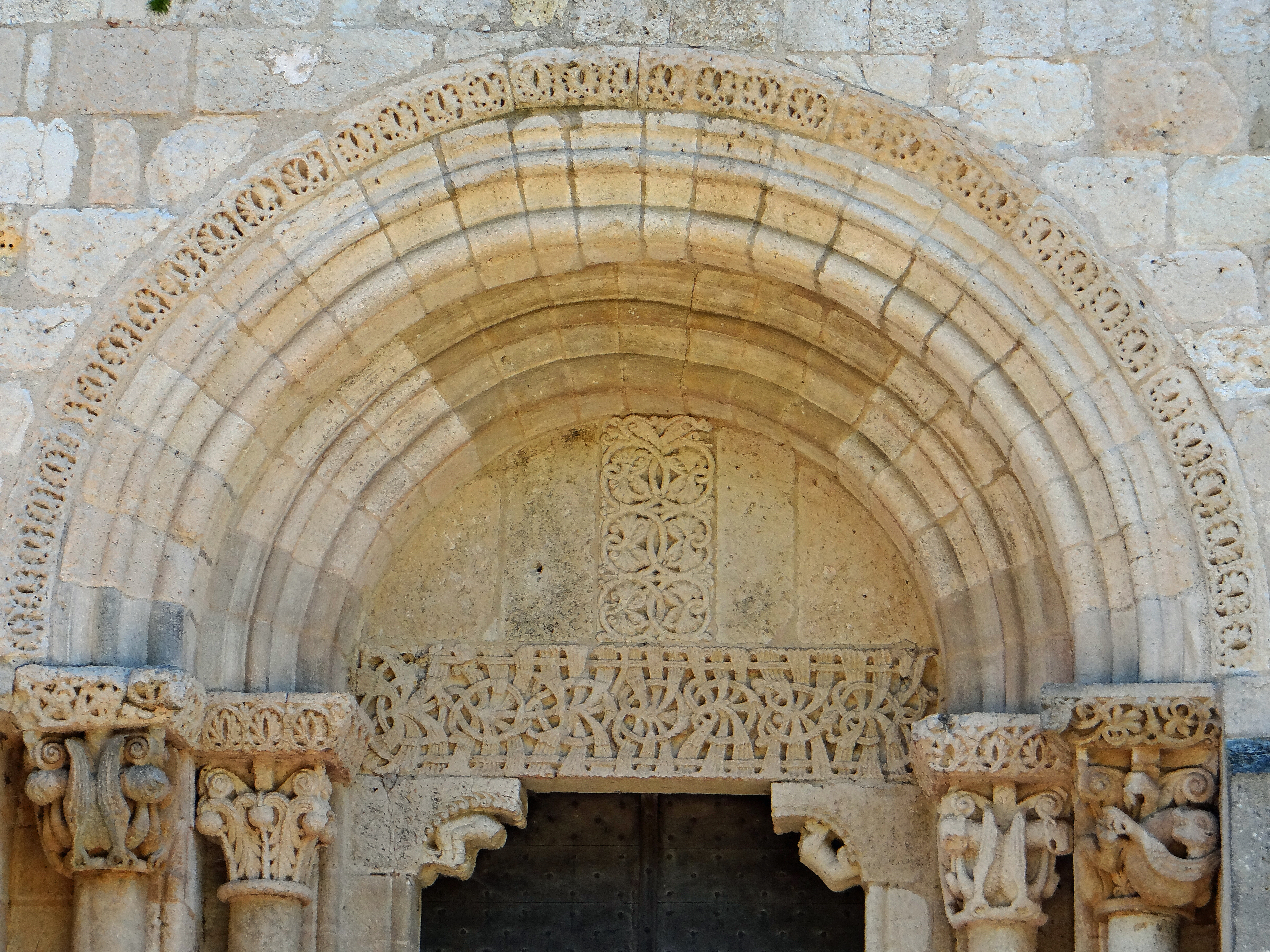
Tympan du portail roman de l'église Saint-Sardos

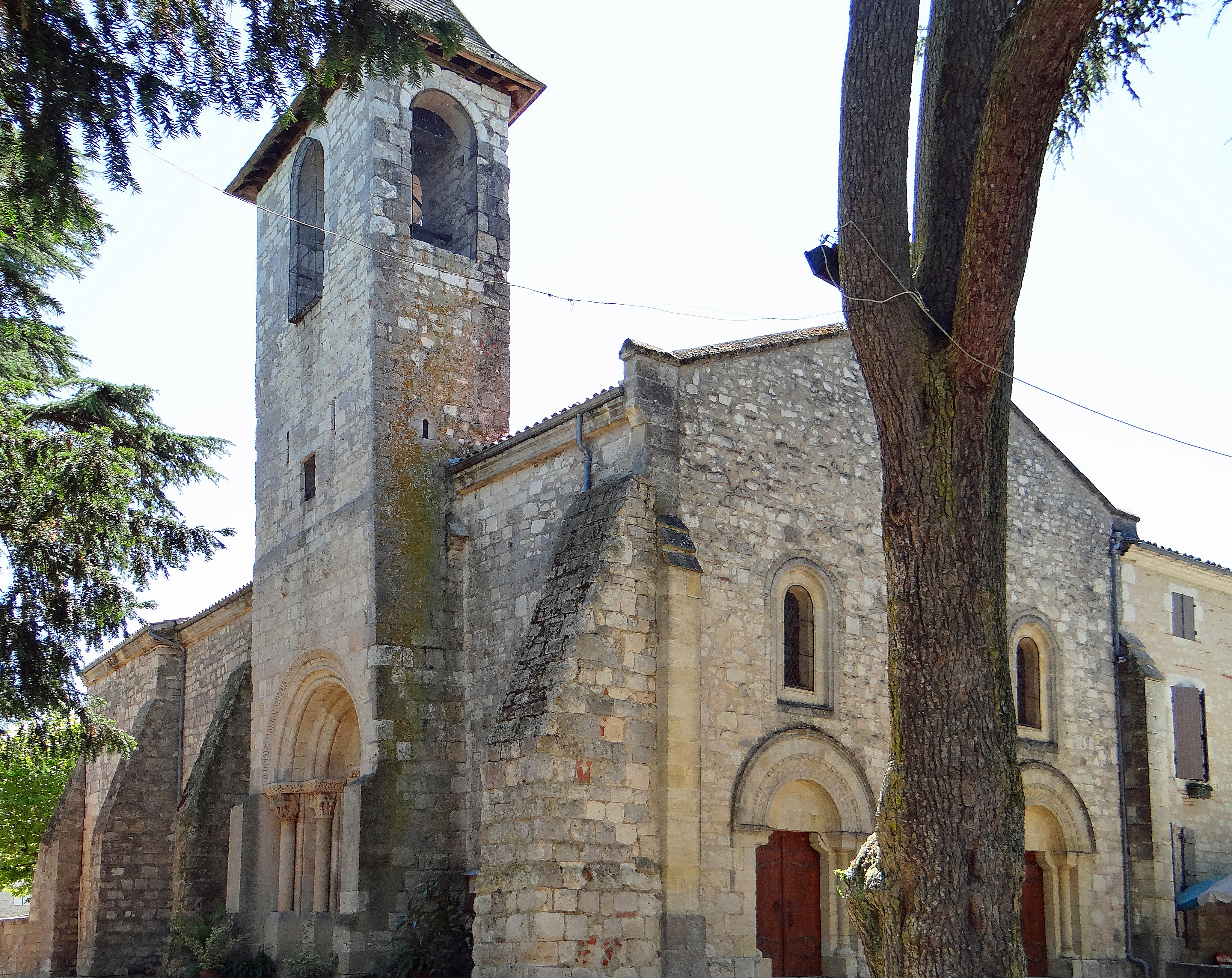
Église Saint-Sardos.

- Église prieurale Saint-Sardos : portail XIIe (IMH) et chapiteaux historiés dont l'un est signé, seuls vestiges du monument primitif. Le portail a été classé au titre des monuments historique en 1939[37].
- Église Saint-Amand de Saint-Amans : abside romane (une bastide avait aussi été fondée à cet endroit par les Anglais, mais elle ne résista pas). Elle est inscrite à l'Inventaire général du patrimoine culturel[38]. Fermée depuis 1960, elle a bénéficié d'ujne restauration qui s'est achevée en  2011[39]

- Église Notre-Dame de Lussac de Saint-Sardos : fin XIe/début XIIe : abside en cul-de-four. Elle est inscrite à l'Inventaire général du patrimoine culturel[40].

### Héraldique
| Blason de Saint-Sardos | Blason  | De gueules à l’épée d’or posée à senestre, adextrée d’un léopard du même en pointe, au franc-quartier cousu d’azur chargé d’une fleur de lys aussi d’or, à la filière du même chargée de onze tourteaux du champ. |
| Blason de Saint-Sardos | Détails | Le statut officiel du blason reste à déterminer. |

## Pour approfondir